# Petrovsk-Zabajkal'skij rajon
Il Petrovsk-Zabajkal'skij rajon (in russo Петровск-Забайкальский район?) è un municipal'nyj rajon del Territorio della Transbajkalia, nell'Estremo Oriente russo. Istituito il 4 gennaio 1926, ricopre una superficie di 8 958,05 chilometri quadrati e ha una popolazione di 15 094 abitanti; il centro amministrativo è la città di Petrovsk-Zabajkal'skij. Il rajon è suddiviso in un distretto urbano e 13 comuni rurali. É attraversato dalla ferrovia Transiberiana.

## Geografia
Il territorio è caratterizzato da varie catene montuose tra cui i monti Jablonovyj. Il fiume più significativo è il Chilok. Il territorio del distretto è compreso nel bacino del lago Bajkal.